# Elvisp

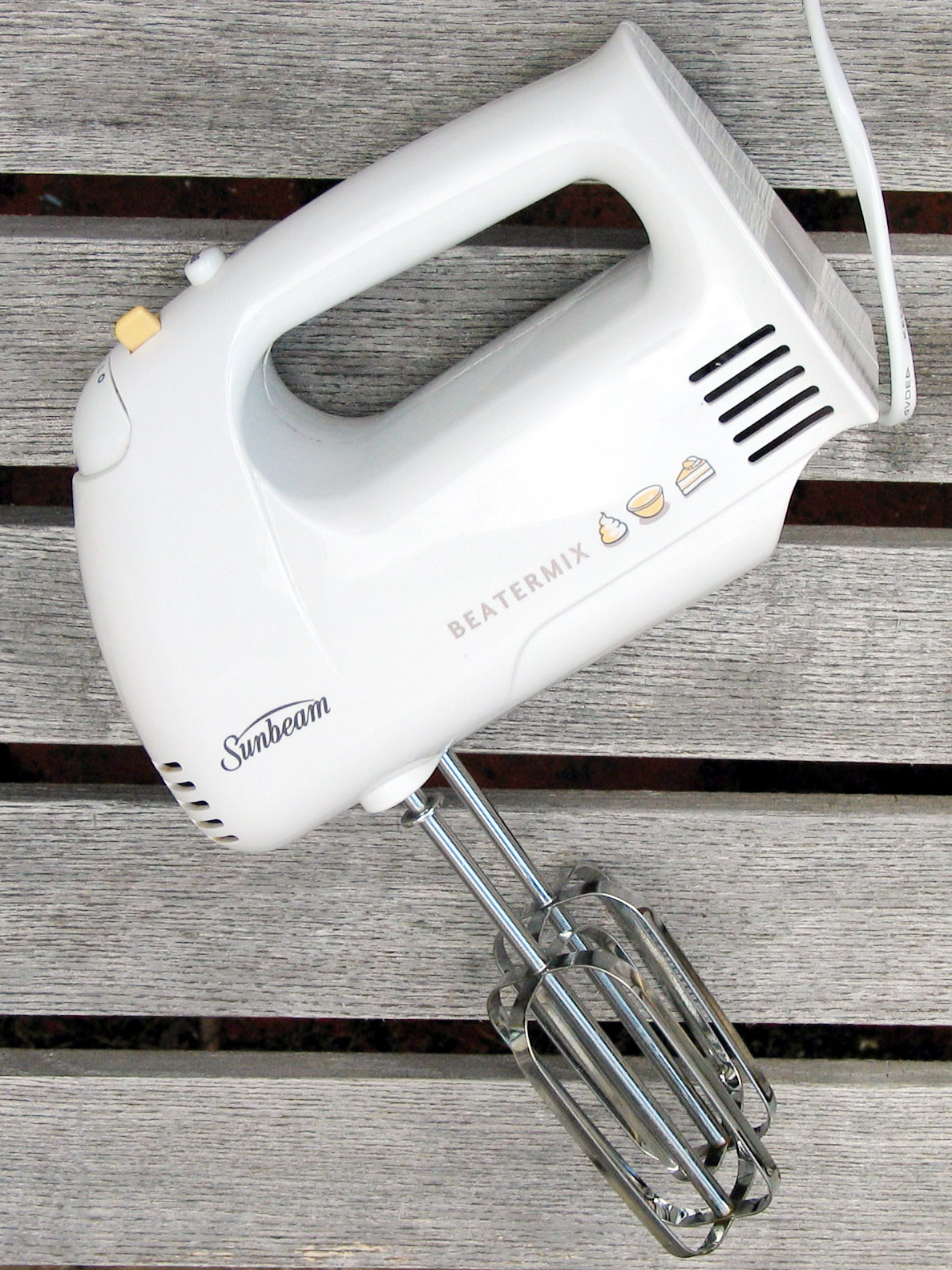
Elektrisk visp.

En elvisp är en elektrisk hushållsapparat med vispar. Den är ett handburet redskap.

## Funktion och definition
En elvisp har ett par vispar, som roterar åt motsatta håll drivna av en eller flera elmotorer. Men hastigheten i elmotorer är mycket hög och motorerna alstrar värme, vilket ställer krav på kylning. En snäckväxel används för att driva visparnas axlar, och en fläkt som är fäst vid motoraxeln blåser luft över motorn.
I svenska språket används elvisp om en handhållen elektrisk apparat. I engelska språket ses ofta denna produkt som en electric mixer, ett begrepp som inkluderar en stor mängd matberedare av olika storlek. Ibland kan electric beater syfta på det som i svenskan benämns elvisp.

## Historik
Elvispen uppfanns i USA i början av 1900-talet och användes inledningsvis till att blanda milkshake i glassbarer. Sedan några decennier tillbaka fanns då andra elektriska köksapparater i USA. Sedan mitten av 1800-talet fanns även en mekanisk som hade roterande vispar och vevades för hand. 1910 blev elvispen en hushållsapparat och ökade i popularitet under 1920-talet, men det var fråga om en stationär sådan. I början av 1960-talet utvecklades den handhållna typen av elvisp som varit vanligt förekommande sedan dess.